# Лохаберська сокира

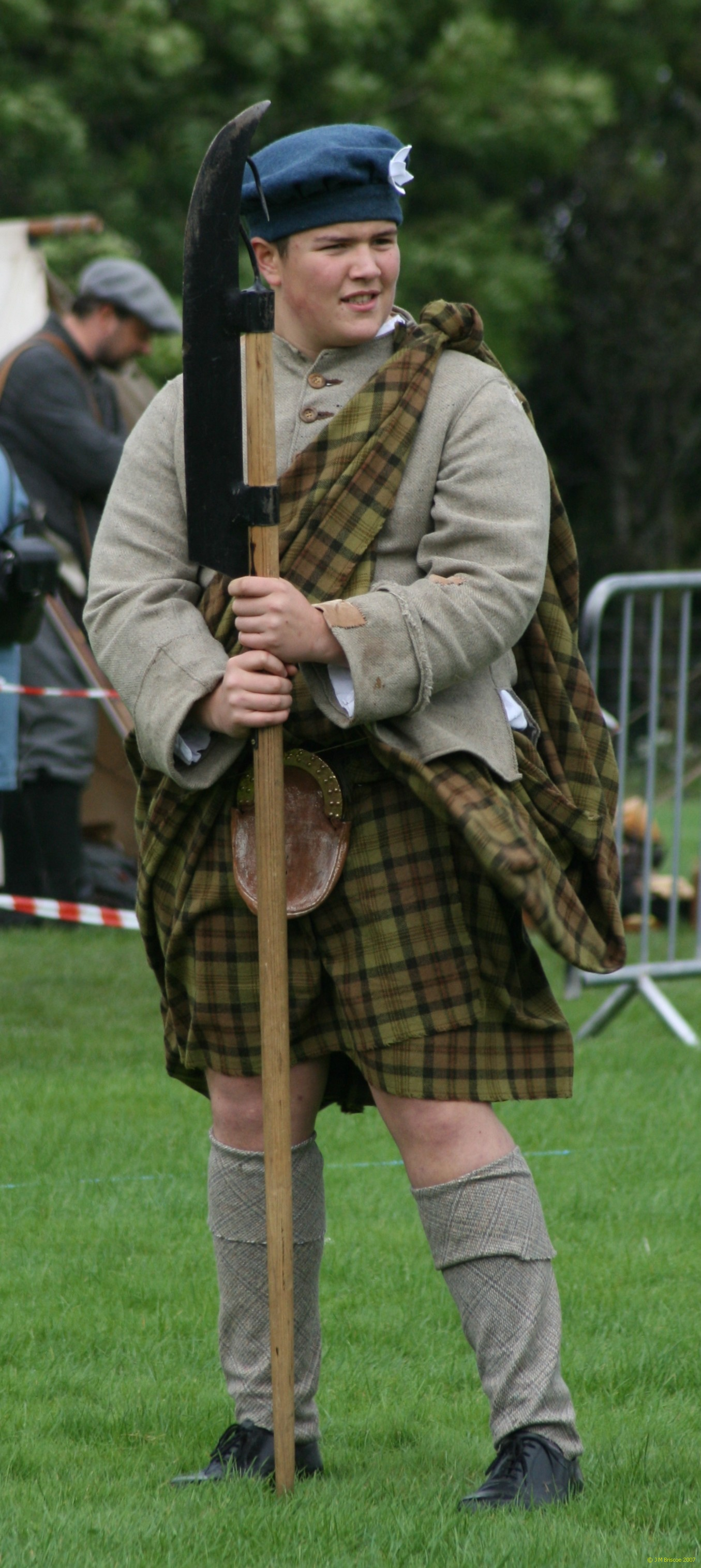
Учасник історичної реконструкції з лохаберською сокирою

Вульж

Лохаберська сокира, чи лохаберакс (англ. Lochaber axe — від назви місцевості Лохабер в Шотландії) — різновид сокири. З'явилася в Шотландії та поширилася на початку XIV століття.

## Будова
По конструкції сокира має схожість з бердишем. Вона складається з древка завдовжки близько 1,5 м, до якого за допомогою двох вушок кріпиться металеве лезо. Довжина леза становила до 50 см, воно іноді було хвилястим. Верхній кінець був загострений та підходив для колючих ударів. З обуха іноді робився гак. Лохабераксти застосовувалися пішими воїнами для боротьби як з піхотою, так і з кіннотою, оскільки були достатньо багатофункціональною та ефективною зброєю. На думку деяких істориків, вони в XV столітті модифікувалися в алебарди. У Європі вони використовувалися до XVIII століття.

## Відмінності
Основною відмінністю лохаберакста від бердиша є форма металевого накінців'я в місці кріплення із держаком.
Форма бердиша — це начебто видовжений донизу до самого руків'я і симетрично вгору бородоподібний топір із закріпленим до держака низом леза і обов'язковим місцем для захвату рукою. Лохаберакст не має такого отвору, тильна сторона його леза пряма і щільно прилягає до держака. Таким чином, лохаберакст споріднений не стільки з бердишем, скільки з вульжем. У деяких працях лохаберакст називають місцевою шотландською назвою саме вульжа.